# Округ Колдвел (Мисури)
Округ Колдвел (енгл. Caldwell County) је округ у америчкој савезној држави Мисури.

## Демографија
По попису из 2010. године број становника је 9.424, што је 455 (5,1%) становника више него 2000. године.
| Група             | 2000.         | 2010.         |
| Белци             | 8.786 (98,0%) | 9.035 (95,9%) |
| Афроамериканци    | 12 (0,1%)     | 40 (0,4%)     |
| Азијати           | 11 (0,1%)     | 18 (0,2%)     |
| Хиспаноамериканци | 67 (0,7%)     | 143 (1,5%)    |
| Укупно            | 8.969         | 9.424         |